# 1999 CY118
1999 CY118, também escrito como 1999 CY118, é um objeto transnetuniano (TNO) que está localizado no disco disperso, uma região do Sistema Solar. Este corpo celeste possui uma magnitude absoluta (H) de 8,7 e um diâmetro estimado em cerca de 80 km.

## Descoberta
1999 CY118 foi descoberto no dia 10 de fevereiro de 1999 pelos astrônomos D. C. Jewitt, C. A. Trujillo e J. X. Luu.

## Órbita
A órbita de 1999 CY118 tem uma excentricidade de 0.619 e possui um semieixo maior de 90.793 UA. O seu periélio leva o mesmo a uma distância de 34.593 UA em relação ao Sol e seu afélio a 146.993 UA.